# Sullivan’s Island
Sullivan’s Island ist eine Insel in Charleston County im US-Bundesstaat South Carolina. Sie liegt am Atlantik, wird zu den Sea Islands gerechnet und bildet den nordöstlichen Teil der Bucht von Charleston, einem der wenigen Tiefwasserhäfen der Südstaaten der USA. Das U.S. Census Bureau hat bei der Volkszählung 2020 eine Einwohnerzahl von 1.891 ermittelt.
Die Insel hat eine Fläche von 6,47 km².

## Geschichte
Der Name geht zurück auf den irischen Kapitän Florence O’Sullivan, der Ende des 17. Jahrhunderts dort als Leuchtfeuerwärter tätig war. Um die Hafeneinfahrt kenntlich zu machen, wurde die Gegend komplett entwaldet.
Entsprechend Ellis Island für die Einwanderung in die USA aus Europa war Sullivan’s Island Nordamerikas Tor für etwa 40 % der Schwarzafrikaner. Im Sklavenhandel mit den Britischen Kolonien wurden zwischen 1650 und dem Amerikanischen Unabhängigkeitskrieg etwa 4–8 Millionen Afrikaner über die Middle Passage nach Sullivan’s Island zur Quarantäne verbracht. 
Am 28. Juni 1776 hielt das hier errichtete Fort Moultrie im Unabhängigkeitskrieg einem Angriff der Briten unter Charles Cornwallis stand. Der Legende nach erwiesen sich die bei der Konstruktion des Forts eingesetzten Palmen als schwammig, so dass sie die Kanonenkugeln einfach absorbierten. Eine Palme ist seither Teil der Fahne Südkarolinas, und der Sieg wird jährlich an diesem Tag als Carolina Day gefeiert.
Die Landschaft ist geprägt von den umfangreichen militärischen Küstenbefestigungen des Forts Moultrie. 1827/29 war Edgar Allan Poe als Soldat der US-Armee hier stationiert und nutzte die Eindrücke in der Kurzgeschichte Der Goldkäfer. 1838 starb der Seminole Osceola im Gefängnis des Forts.
Das Fort diente als Kommandozentrale der Stadtverteidigung Charlestons, wurde Ende der 1940er Jahre geschlossen und ist heute eine Gedenkstätte des Bundes. Ihm gegenüber, auf der anderen Seite der Passage in die Charleston-Bucht, liegt Fort Sumter, das die Konföderierten 1861 angriffen, womit sie den Sezessionskrieg begannen.
Sullivan’s Island war bis 1952 eine von zwei civil townships in South Carolina (die andere war Folly Island).
Die Orte Moultrieville und Atlanticville sind heute zur Town of Sullivan’s Island zusammengefasst. Die Einwohnerzahl betrug 1911 im Jahr 2000, bei 98,7 % Weißen und einem Haushaltseinkommen von ungefähr 96.000 $/Jahr.
Der Leuchtturm der Charleston Bay ist 42 Meter hoch und mit einem Aufzug ausgestattet.